# Justin Hamilton (baloncestista de 1980)
Justin Charles Hamilton  (nacido el 19 de diciembre de 1980 en Sarasota, Florida) es un exjugador de baloncesto estadounidense nacionalizado belga. Con 1.91 metros de estatura, jugaba en la posición de base.

## Trayectoria
- High School. Booker. Sarasota, Florida.
- 1999-2003 Universidad de Florida.
- 2003-2004 Nea Filadelfia.
- 2003-2004 Roanoke Dazzle. Juega 12 partidos.
- 2004-2005 Iraklis Salónica.
- 2004-2005 Real Madrid. Entra por el Elmer Bennett al final de la temporada.
- 2005-2006 Mens Sana Basket.
- 2006-2007 Prokom Trefl Sopot.
- 2006-2007 Pamesa Valencia.
- 2007-2016 Spirou Charleroi

## Palmarés
- 2004-05 ACB. Real Madrid. Campeón.[1]
- 2007-08 y 2008-09 Campeón Liga de Bélgica.